# Denkmal Philo vom Walde

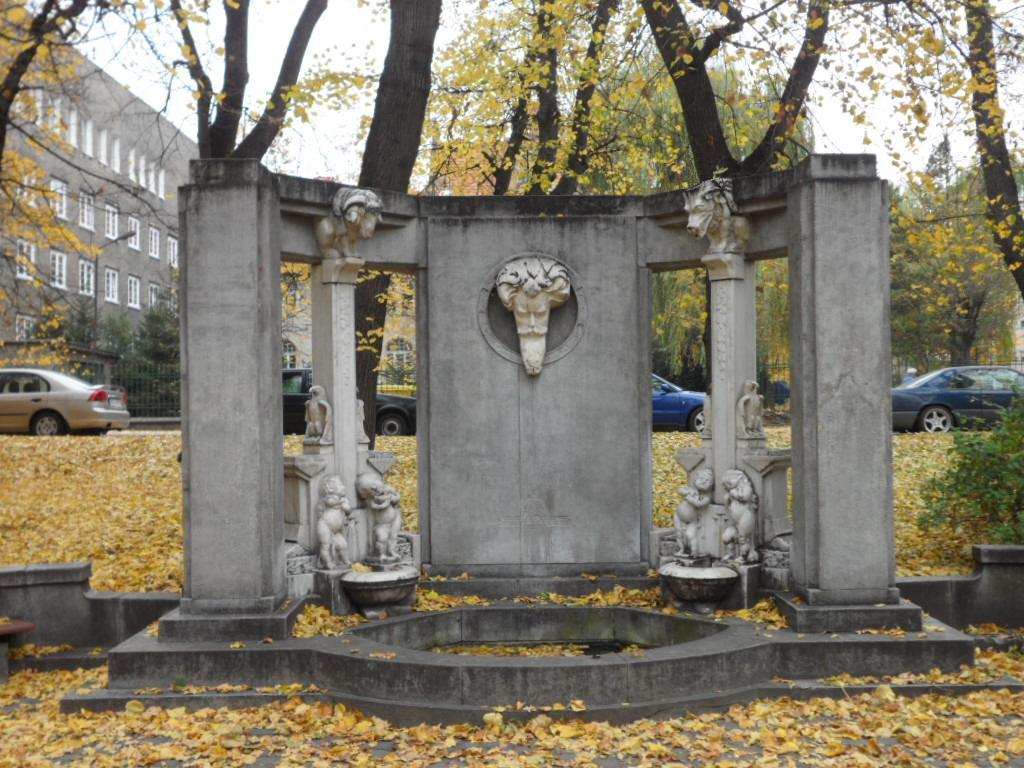
Das Denkmal

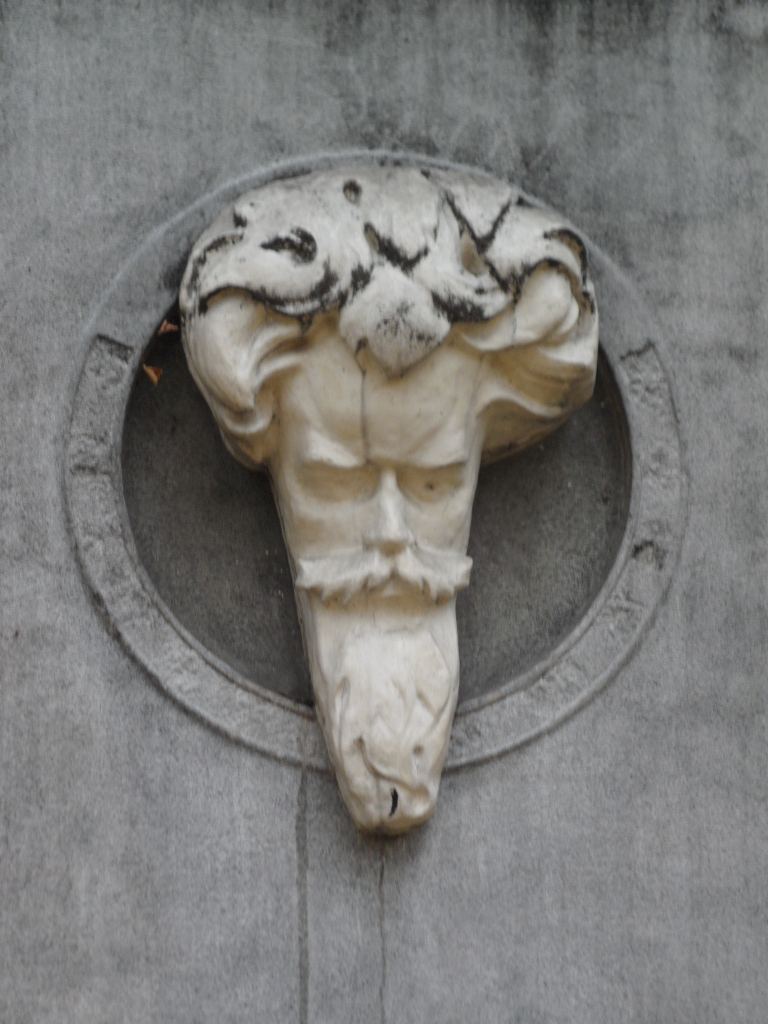
Detail des Denkmals

Das Denkmal Philo vom Walde im oberschlesischen Głubczyce (Leobschütz) ist ein Denkmal aus Stein mit Brunnen für den deutschen Schriftsteller und schlesischen Dialektdichter Johannes Reinelt (1858–1906), der Nahe Leobschütz im Ort Kreuzendorf geboren wurde und unter dem Pseudonym Philo vom Walde wirkte.
Das Denkmal wurde in Form einer kleinen Kolonnade errichtet, in deren Mitte ist in einem Medaillon ein Relief mit dem Kopf Reinelts angebracht. Am Rand des Medaillons befand sich eine Inschrift, die heute nicht mehr vorhanden ist. Um das Denkmal befinden sich zwei gebogene flache Mauern mit Sitzbänken. Die Enden der Mauer wurden ursprünglich als Pflanzschalen genutzt. Es befindet sich in den Promenaden (Park Miejski), einer kleinen Parkfläche an der Ulica Parkowa in der Nähe der Altstadt.

## Beschreibung und Geschichte
Das Denkmal zur Ehrung Reinelts wurde auf Initiative des Dichters und Volkskundlers Hugo Gnielczyk (1888–1977) errichtet, der ebenfalls eine Bildnistafel in Kreuzendorf errichten ließ. Zum Zweck der Errichtung eines Denkmals gründete Gnielczyk im Januar 1921 u. a. zusammen mit Karl Kaisig, Marie Klerlein und Hermann Stehr ein Komitee, das zu Spenden aufrief. Das Denkmal wurde durch den deutschen Bildhauer Josef Obeth (1874–1961) gestaltet. Obeth war mit Reinelt befreundet. Josef Obeth hatte zuvor auch das Titelbild von Reinelts Buch Sonntagskinder – Lieder und Gedichte aus Schlesien gestaltet und auch das Denkmal für Reinelt in Breslau und sein Grabmal in Leobschütz geschaffen. Die Arbeiten an dem Denkmal begannen 1922 und 1923 wurde das Denkmal fertiggestellt, es wurde jedoch nicht aufgestellt. Grund dafür könnte die Hyperinflation gewesen sein.
Neben dem Bildnis von Reinelt finden sich auch verspielte kleine Kinderfiguren und Tierfiguren am Denkmal. Im oberen Teil befinden sich ein Steinbock und ein Wildschwein, die als Wasserspeier gedacht waren. Über den vier Kinderfiguren sind vier Ader angebracht. Zudem finden sich einige Ornamente an den Pfeilern. Vor den Kolonnaden befindet sich ein teils eckiges und teils rundes Wasserbecken. Unter dem Bildnis befand sich eine Inschrift, die heute entfernt ist.
Schließlich wurde im April 1925 erneut zu Spenden für die Aufstellung des Denkmals aufgerufen. Am 23. Oktober 1925 wurde das Denkmal in der Promenade eingeweiht.
Anlässlich der Einweihung des Denkmals schrieb der Dichter Hermann Stehr über Reinelt: „Keiner vor ihm und noch keiner nach ihm hat die Musik der schlesischen Mundart, ihre Innigkeit, ihre Schalkhaftigkeit, ihren Rhythmus und ihre gemütvolle Tiefe so voll erfasst und rein gestaltet wie er in den besten seiner schlesischen Lieder.“
In der Nachkriegszeit wurde der Kopf entfernt. Mittlerweile wurde dieser wieder hergestellt.